# Промежуточная (бухта)
Промежу́точная — бухта на северо-востоке Охотского моря в юго-западной части залива Кекурный.

## География
Находится на юге полуострова Пьягина, на юго-западе залива Кекурный, отделена от него полуостровом Этыкэн на котором расположен мыс Внутренний. На западе в бухту впадает река Тарелка. Юго-западнее расположен мыс Промежуточный.